# Osikovo, Smolean
Osikovo (în bulgară Осиково) este un sat în comuna Devin, regiunea Smolean,  Bulgaria. 

## Demografie
Componența etnică a satului Osikovo
     Bulgari (91,42%)
     Nicio identificare (8,57%)
     Altele (0%)
La recensământul din 2011, populația satului Osikovo era de 338 locuitori. Din punct de vedere etnic, majoritatea locuitorilor (91,42%) erau bulgari. Pentru 8,57% din locuitori nu este cunoscută apartenența etnică.